# Unterseeboot UC-72
Pour les autres navires du même nom, voir Unterseeboot 72.
L'Unterseeboot UC-72 est un sous-marin (U-Boot) mouilleur de mines allemand de type UC II utilisé par la Kaiserliche Marine pendant la Première Guerre mondiale. Le U-boot a été commandé le 12 janvier 1916 et lancé le 12 août 1916. Il a été mis en service dans la marine impériale allemande le 5 décembre 1916 sous le nom de UC-72. Au cours de huit patrouilles, l'UC-72 a coulé 41 navires, soit par ses torpilles, soit par les mines qu’il a posées. L'UC-72 disparut après le 21 août 1917[source insuffisante]. L’épave de l'UC-72 a été identifiée par l’archéologue marin Innes McCartney au large de Douvres en 2013. Le sous-marin semble avoir été victime d’une mine alors qu’il revenait d’une patrouille.

## Conception
Sous-marin de type UC II, l'UC-72 avait un déplacement de 415 tonnes en surface et de 498 tonnes en plongée. Il avait une longueur hors tout de 50,52 m, un maître-bau de 5,22 m et un tirant d'eau de 3,72 m. Le sous-marin était propulsé par deux moteurs diesel 6 cylindres à quatre temps produisant chacun 290 à 300 ch (210 à 220 kW), soit un total de 720 à 720 ch (430 à 440 kW), et par deux moteurs électriques produisant 720 ch (472 kW), actionnant deux arbres d’hélice.
Le sous-marin avait une vitesse maximale de 11,6 nœuds (21,5 km/h) en surface et de 7,3 nœuds (13,5 km/h) en immersion. Son autonomie était de de 8726 à 9450 milles marins (17240 à 17500 km) à 7 nœuds (13 km/h) en surface, et de 52 milles marins (96 km) à 4 nœuds (7,4 km/h) en immersion. Il lui fallait 48 secondes pour plonger, et il était capable d’opérer à une profondeur maximale de 50 mètres.
L'UC-72 était équipé de trois tubes lance-torpilles de 500 mm, un à l’arrière et deux à l’avant, avec sept torpilles, et d’un canon de pont de 8,8 cm SK L/30. Mais son arme principale était ses six puits de mine de 1000 mm portant dix-huit mines UC 200. Son effectif était de vingt-six membres d’équipage.

## Affectations
- Flottilles des Flandres : du 17 février au 25 août 1917

## Commandants
- Oberleutnant zur See Ernst Voigt : du 5 décembre 1916 au 25 août 1917

## Navires coulés
| Date            | Nom                  | Nationalité      | Tonnage | Destin    |
| --------------- | -------------------- | ---------------- | ------- | --------- |
| 13 mars 1917    | Reward               | United Kingdom   | 172     | Coulé     |
| 24 mars 1917    | HMT Kings Grey       | Royal Navy       | 338     | Endommagé |
| 1 avril 1917    | Eastern Belle        | United Kingdom   | 97      | Coulé     |
| 26 avril 1917   | HMD Plantin          | Royal Navy       | 84      | Coulé     |
| 27 avril 1917   | Good Hope            | United Kingdom   | 89      | Coulé     |
| 29 avril 1917   | Bayonnais            | France           | 20      | Coulé     |
| 29 avril 1917   | Eugenie Et Lucie     | France           | 34      | Coulé     |
| 29 avril 1917   | Frère des Cinq Sœurs | France           | 20      | Coulé     |
| 29 avril 1917   | Petit Ernest         | France           | 20      | Coulé     |
| 1 mai 1917      | Acacia               | France           | 9       | Coulé     |
| 1 mai 1917      | Antigone             | France           | 15      | Coulé     |
| 1 mai 1917      | Camille Amelie       | France           | 21      | Coulé     |
| 2 mai 1917      | Cancalais            | France           | 231     | Coulé     |
| 2 mai 1917      | Keryado              | France           | 175     | Coulé     |
| 2 mai 1917      | Victoire             | France           | 290     | Coulé     |
| 2 mai 1917      | Russie               | France           | 127     | Coulé     |
| 2 mai 1917      | Yvonne               | France           | 100     | Coulé     |
| 4 mai 1917      | Mamelena IX          | Espagne          | 115     | Coulé     |
| 4 mai 1917      | Mamelena XII         | Espagne          | 111     | Coulé     |
| 4 mai 1917      | Marne II             | France           | 250     | Coulé     |
| 4 mai 1917      | Verdun               | France           | 25      | Coulé     |
| 5 mai 1917      | Nydal                | Norvège          | 1809    | Coulé     |
| 6 mai 1917      | Francesco            | Royaume d'Italie | 3438    | Coulé     |
| 28 mai 1917     | Detlef Wagner        | United Kingdom   | 225     | Coulé     |
| 2 juin 1917     | Ereaga               | Espagne          | 2233    | Coulé     |
| 2 juin 1917     | Skarpsno             | Norvège          | 1766    | Coulé     |
| 2 juin 1917     | St. Sunniva          | Norvège          | 1140    | Coulé     |
| 3 juin 1917     | Rosario              | Uruguay          | 1565    | Coulé     |
| 6 juin 1917     | Saint Eloi           | France           | 1993    | Coulé     |
| 8 juin 1917     | Sequana              | France           | 5557    | Coulé     |
| 3 juillet 1917  | Henrik               | Norvège          | 3928    | Coulé     |
| 7 juillet 1917  | Massapequa           | United States    | 3193    | Coulé     |
| 8 juillet 1917  | Cambronne            | France           | 1863    | Coulé     |
| 8 juillet 1917  | M. I. Mandal         | Danemark         | 1886    | Coulé     |
| 8 juillet 1917  | Mary W. Bowen        | United States    | 2153    | Coulé     |
| 9 juillet 1917  | Ceres                | France           | 296     | Coulé     |
| 11 juillet 1917 | Anglo-Patagonian     | United Kingdom   | 5017    | Coulé     |
| 15 juillet 1917 | Trelissick           | United Kingdom   | 4168    | Coulé     |
| 16 août 1917    | Delphic              | United Kingdom   | 8273    | Coulé     |
| 17 août 1917    | Meuse II             | France           | 5270    | Coulé     |
| 19 août 1917    | HMS Penshurst        | Royal Navy       | 1191    | Endommagé |
| 21 août 1917    | HS 4                 | United Kingdom   | 121     | Coulé     |
| 21 août 1917    | RB 6                 | United Kingdom   | 800     | Coulé     |